# Першин, Михаил Вуколович
Михаил Вуколович Першин (17 декабря 1906, Тамбовская губерния — 19 июня 1986, Москва) — советский архитектор.

## Биография

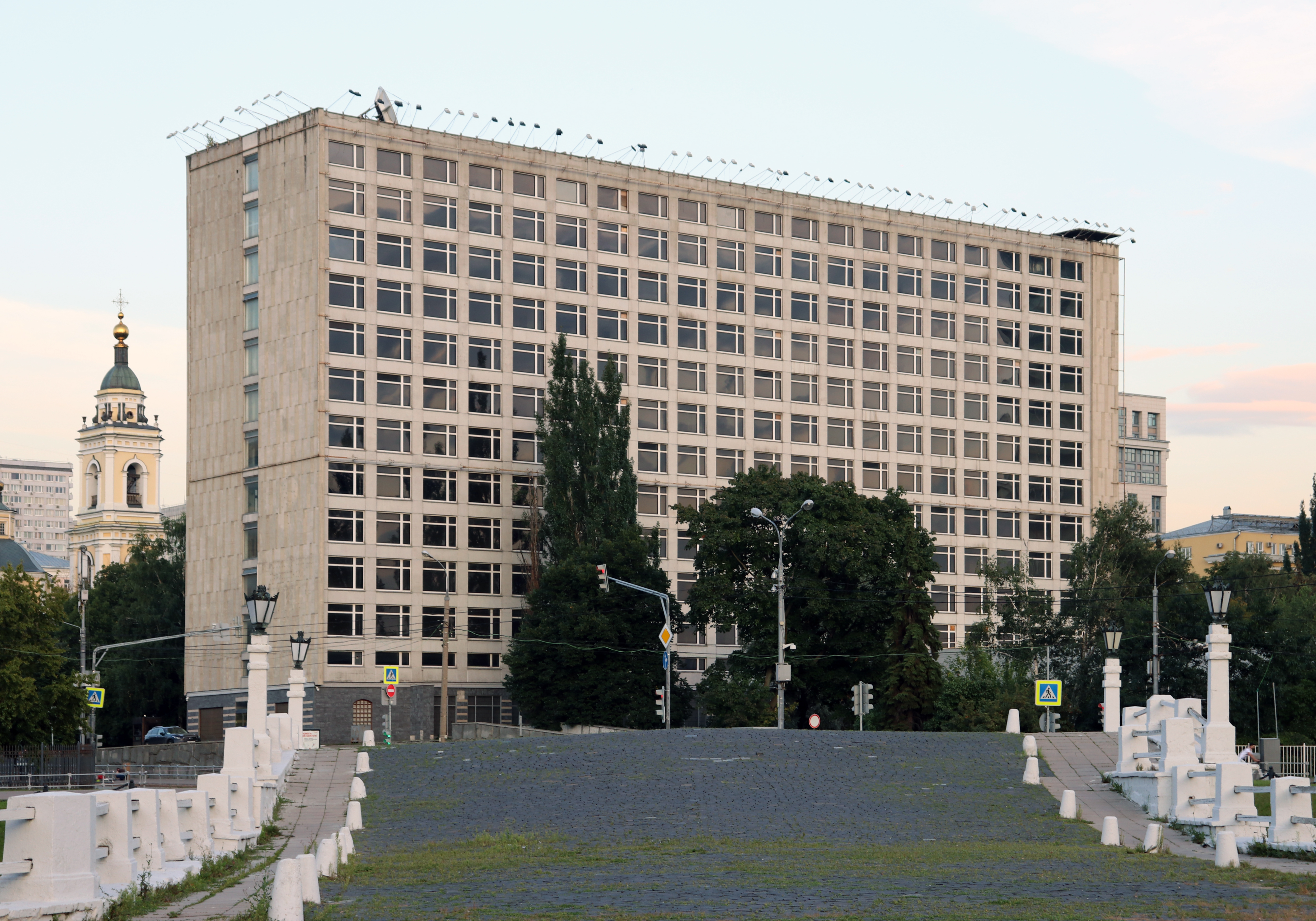
Гостиница «Мир»

Родился 17 декабря 1906 года в селе Булгаковка Тамбовской губернии (ныне области). В возрасте 20 лет по путёвке «Крестьянской правды» отправился в Москву поступать на изобразительное отделение рабфака искусств ВХУТЕИНа. Обучался рисунку, акварели и живописи. После окончания рабфака поступил на архитектурный факультет ВХУТЕИНа, реорганизованный в дальнейшем в Высший архитектурно-строительный институт, а затем — в Московский архитектурный институт. Среди его преподавателей были В. Д. Кокорин, И. В. Рыльский, С. Е. Чернышёв и И. А. Голосов. В 1934 году окончил институт со званием инженера-архитектора, защитив диплом на тему «Дворец искусств в Москве» (руководитель А. В. Щусев).
После окончания института работал в мастерской № 2 Моссовета под руководством А. В. Щусева. В составе бригады Д. Н. Чечулина принимал участие в проектировании и строительстве станции метро «Комсомольская» и вестибюлей станции метро «Динамо». Позднее работал в мастерской А. Г. Мордвинова, где принимал участие в проектировании застройки Большой Калужской улицы (ныне Ленинский проспект) и северной стороны улицы Горького (ныне Тверская) — от здания Моссовета до Пушкинской площади. По проекту М. В. Першина был построен жилой дом на углу улиц Горького и Гашека, выполненный в стилистике итальянского Ренессанса.
В годы Великой Отечественной войны работал в Академии архитектуры СССР. Занимался проектированием и строительством жилого посёлка для эвакуированных рабочих на Урале. В 1942 году в Сталинграде занимался маскировкой оборонных заводов и волжских флотилий. 
После войны работал в московских архитектурных мастерских, принимал участие в реконструкции города. В 1947 году окончил аспирантуру Академии архитектуры. Совместно с А. Г. Мордвиновым, В. К. Олтаржевским и В. Г. Калишем занимался проектированием гостиницы «Украина». В частности, по проекту М. В. Першина были выполнены фасады, интерьеры ресторана, банкетного зала, оформлены вестибюли и номера. Он также вёл авторский надзор за строительством. Одновременно спроектировал Дворец культуры для Уралмаша.
Позднее работал в Управлении по проектированию и коммунальному строительству Москвы, где в составе авторского коллектива под руководством М. В. Посохина участвовал в проектировании и строительстве Кремлёвского Дворца съездов. По проектам М. В. Першина было создано фойе балкона. В составе группы архитекторов он работал над освещением интерьера, щитовым паркетным полом, металлическим ограждением, облицовкой овальных колонн и парадных лестниц.
С 1962 года работал главным архитектором проектов в мастерской № 1 Моспроекта-2. Под руководством М. В. Посохина соавторстве с архитекторами Л. А. Колесниковой и Н. Е. Шретер спроектировал и построил гостиницу «Мир» на 300 мест, входящую в комплекс СЭВ (снесена в 2024 году). Вместе с Л. А. Колесниковой выполнил проекты столовой и кинотеатра в Пицунде.
Под руководством М. В. Посохина разработал Архитектурно-планировочное задание застройки, охватывающее территорию от площади Ногина (Славянской) до Крымского моста, которое включало площадь Дзержинского (Лубянскую), проспект Маркса, улицы Волхонку и Кропоткинскую (Пречистенку), набережные Кремлёвскую и Кропоткинскую (Пречистенскую).  Разработал технический проект застройки проспекта Маркса.
В 1976 году по проекту М. В. Першина был построен учебный корпус МГИМО. Он также спроектировал комплекс зданий Дипломатической академии, здание Академии Генштаба и другие сооружения.
Занимался исследованием городских усадеб Москвы. Произвёл обмеры усадеб Гагариных, Найдёновых и других. На основе архивов выполнил проект восстановления северной стороны Поварской улицы начала XIX века. Совместно с Д. П. Суховым выполнил проект реконструкции и восстановления разрушенного войной дворцового здания конца XVIII — начала XIX века под Гомелем.
Принимал участие в архитектурных конкурсах. В первой половине 1950-х годов совместно с А. Г. Мордвиновым выполнил проект Пантеона на Ленинских горах. В начале 1960-х годов с группой молодых архитекторов занимался проектированием Всемирной выставки 1967 года в Москве, выполнил два варианта проекта. В одном из них, выполненном вместе с В. А. Свирским, выставка с круглым бассейном посредине должна была размещаться в районе Тёплого Стана. Другой вариант, выполненный в соавторстве с Г. В. Макаревичем, предполагал размещение выставки в районе Тропарёва.
Член Союза архитекторов СССР с 1938 года. Автор ряда статей. Увлекался акварельной живописью, скалолазанием и любительской рыбалкой.
Жил в Москве по адресу: Дорогомиловская набережная, дом 9. Умер 19 июня 1986 года.

## Награды
- Орден Трудового Красного Знамени (1977) — за успешное выполнение заданий первого года 10-й пятилетки и принятых социалистических обязательств[8]
- Орден «Знак Почёта» — за участие в проектировании и строительстве Кремлёвского Дворца съездов[3]

## Семья
- Сын — Алексей Михайлович Першин — конструктор мастерской № 5 Моспроекта-2[3].